# Simiiformes
Phân thứ bộ khỉ hầu hay Linh trưởng bậc cao hay còn gọi là linh trưởng dạng khỉ (Danh pháp khoa học: Simiiformes, hay trước đây còn gọi là Anthropoidea) là những động vật linh trưởng bậc cao, bao gồm nhiều loài linh trưởng có dạng giống hình người, gồm những con khỉ Cựu thế giới và khỉ không đuôi, kể cả con người (cùng là tiểu bộ khỉ mũi hẹp Catarrhini), và những con khỉ Tân thế giới (hay còn gọi là Platyrrhini). Dòng khỉ và dòng thú giống khỉ (linh trưởng dạng khỉ) đã chia tách ra khoảng 60 triệu năm trước. Bốn mươi triệu năm trước đây, Simiiformes từ châu Phi di cư đến lục địa Nam Mỹ, tạo ra một thế hệ những con khỉ Tân Thế giới. Các loài linh trưởng bậc cao còn lại (Catarrhinni) chia tách từ 25 triệu năm trước đây vào nhóm vượn (gồm vượn cỡ nhỏ và vượn lớn) và khỉ Cổ thế giới.

## Phân loại học
Trong phân loại trước đó, khỉ Tân thế giới, khỉ cựu thế giới, khỉ không đuôi và con người-được gọi chung là simian hoặc vượn-đã được nhóm lại dưới danh nghĩa Anthropoidea (/ˌænθɹəpɔɪdiə/, Gr. Άνθρωπος, Nhân chủng học, con người, cũng được gọi là khỉ vượn người), trong khi strepsirrhini và khỉ lùn tarsier được nhóm theo thuộc phân bộ "Prosimii". Theo phân loại hiện đại, khỉ lùn tarsier, được phân nhóm theo thuộc phân bộ Haplorhini trong khi strepsirrhini được đặt trên thuộc phân bộ Strepsirrhini. Mặc dù bộ phận phân loại ưu tiên này, thuật ngữ "Prosimian" vẫn thường xuyên được tìm thấy trong sách giáo khoa và các tài liệu học thuật vì sự quen thuộc, một điều kiện so sánh với việc sử dụng các hệ thống số liệu trong các ngành khoa học và việc sử dụng các đơn vị thông thường ở những nơi khác ở Hoa Kỳ.
Các loài linh trưởng trên thế giới mới cũ và đã trải qua quá trình tiến hóa song song. Động vật linh trưởng, cổ nhân loại học, và các lĩnh vực khác có liên quan được phân vào cách sử dụng của họ trong những cái tên đồng nghĩa, Simiiformes và Anthropoidea. Các Simiiformes hạn có ưu tiên hơn Anthropoidea vì thời hạn phân loại Simii bởi van der Hoeven. Các simians được chia thành ba nhóm. Những con khỉ Tân thế giới ở cận bộ Platyrrhini tách khỏi phần còn lại của dòng khỉ khoảng 40 mya, bỏ rơi tiểu bộ khỉ mũi hẹp chiếm Thế giới Cũ. Nhóm này chia khoảng 25 mya giữa những con khỉ thế giới cũ và vượn. 

## Các nhóm
- Bộ Primates (Bộ Linh trưởng)
  - Phân bộ Strepsirrhini: trừ tarsier
  - Phân bộ Haplorhini: Khỉ lùn tarsier, khỉ và khỉ không đuôi
    - Cận bộ Tarsiiformes
    - Cận bộ Simiiformes
      - Tiểu bộ Platyrrhini: Khỉ Tân thế giới
        - Họ Callitrichidae: khỉ marmoset (khỉ đuôi sóc) and khỉ sư tử tamarin
        - Họ Cebidae: Khỉ capuchin và khỉ sóc
        - HọAotidae: Khỉ đêm
        - Họ Pitheciidae: khỉ Titi, sakis và uakaris
        - Họ Atelidae: khỉ rú, khỉ nhện và khỉ lông dài

      - Tiểu bộ Catarrhini
        - Siêu họ Cercopithecoidea
          - Họ Cercopithecidae: Khỉ Cựu thế giới

        - Siêu họ Hominoidea
          - Họ Hylobatidae: Vượn
          - Họ Hominidae: vượn lớn, kể cả con người